# Coerção reprodutiva
Coerção reprodutiva é o ato de controlar a saúde reprodutiva de alguém com quem esteja em um relacionamento íntimo ou de namoro contra a sua vontade. Inclui tentativas de pressionar ou coagir o parceiro a ter relações sexuais desprotegidas e sabotagem de medidas anticoncepcionais visando controlar os resultados de uma gravidez. A coerção reprodutiva resulta em graves consequências reprodutivas, tais como gravidez indesejada, aborto, infecção por doenças sexualmente transmissíveis e etc.